# Purdi
Purdi (Duits: Noistfer) is een plaats in de Estlandse gemeente Paide, provincie Järvamaa. De plaats heeft de status van dorp (Estisch: küla).
Tot in oktober 2017 lag het dorp in de gemeente Paide vald. In die maand werd Paide vald bij de stadsgemeente Paide gevoegd.

## Bevolking
Het dorp had 38 inwoners op 31 december 2011 en 43 inwoners op 31 december 2021.

## Geografie
Purdi ligt 12 km ten noorden van de stad Paide.
De Põhimaantee 2, de hoofdweg van Tallinn via Tartu naar de grens met Rusland, loopt langs Purdi. De rivier Pärnu komt door het dorp. In Purdi begint het Purdikanaal (Estisch: Purdi kanal of Pärnu-Jägala kanal), dat de rivieren Pärnu en Jägala verbindt.

## Geschiedenis
Purdi werd voor het eerst genoemd in 1443 als hoofdplaats van de Wacke Nousever. Een Wacke was een administratieve eenheid voor een groep boeren met gezamenlijke verplichtingen. In 1593 werd Hans Burt de eigenaar van het gebied rond Nousever (dat ook wel Nosefähr werd genoemd). Van de naam Burt is Purdi afgeleid. Rond 1700 ontstond het landgoed Noistfer, waarin ook Oientacken (Ojaküla) en Mustel (Mustla) waren opgenomen. In 1778 werd Pitkaküll (Pikaküla) aan het landgoed toegevoegd. In de 18e eeuw behoorde het landgoed toe aan de familie von Baranoff. Vanaf 1806 was het in handen van de familie von Ungern-Sternberg. De laatste eigenaar voor de onteigening door het onafhankelijk geworden Estland in 1919 was Wilhelm Baron von Ungern-Sternberg.
Het landhuis van Noistfer is een symmetrisch gebouw in barokstijl, bestaand uit een middendeel met twee woonlagen en twee vleugels met één woonlaag. Het is gebouwd in de jaren 1760-1770 onder de familie von Baranoff. Vermoedelijk verving het een ouder landhuis dat nog was gebouwd in de 17e eeuw onder de familie Burt en door Russische troepen was geplunderd en vernield tijdens de Grote Noordse Oorlog. Na de onteigening van het landgoed was het gebouw tot in 2000 in gebruik als school, daarna kwam het in particuliere handen.
Behalve het landhuis is ook een aantal bijgebouwen bewaard gebleven, sommige in goede staat, andere als ruïne. Langs de weg naar het buurdorp Anna staat een grafkapel met de stoffelijke resten van leden van de familie von Ungern-Sternberg.
De nederzetting Purdi rond het landhuis kreeg pas in 1977 de status van dorp.

## Geboren in Purdi
- Alexander von Ungern-Sternberg, Baltisch-Duits dichter en schilder

## Foto's

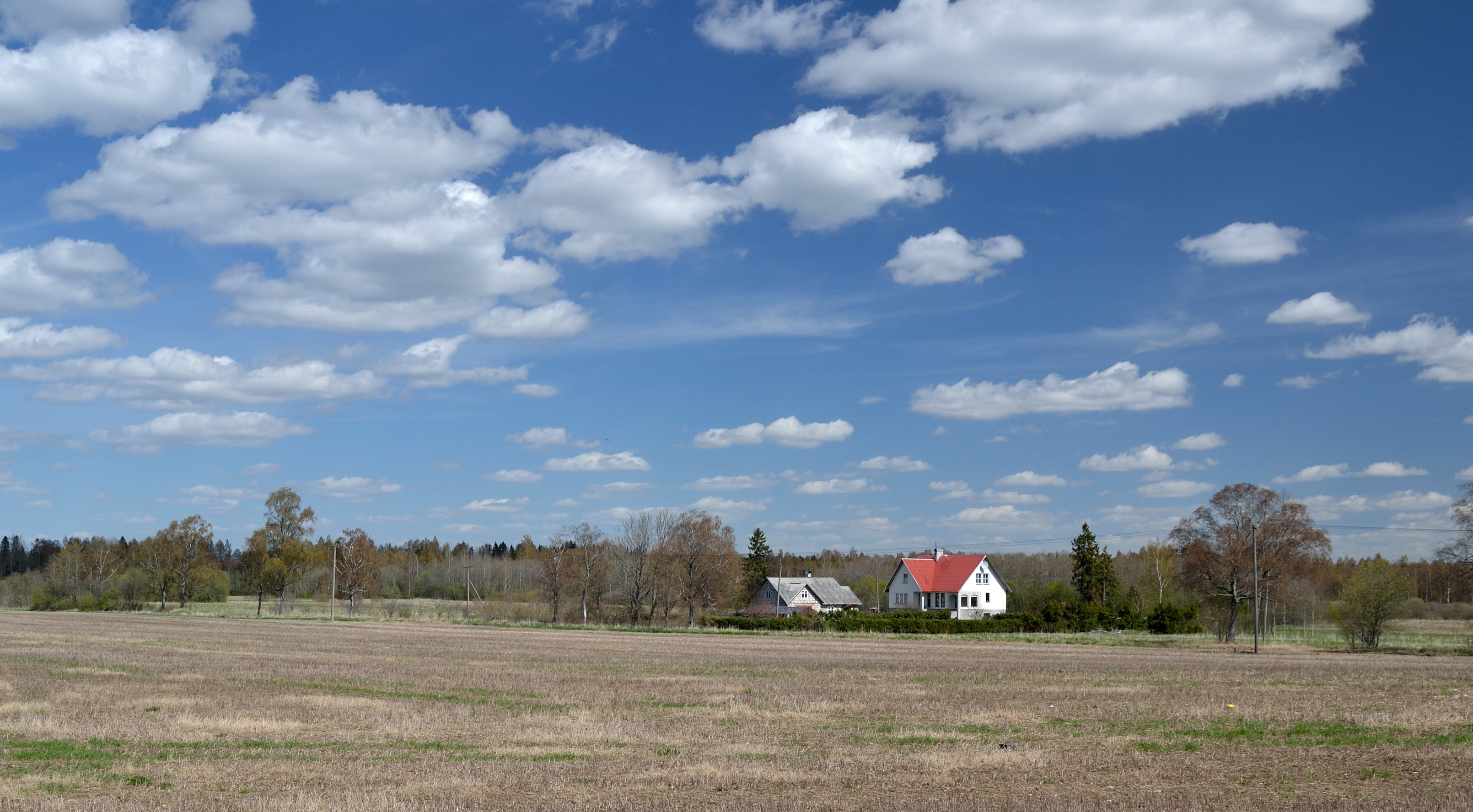
Het dorp
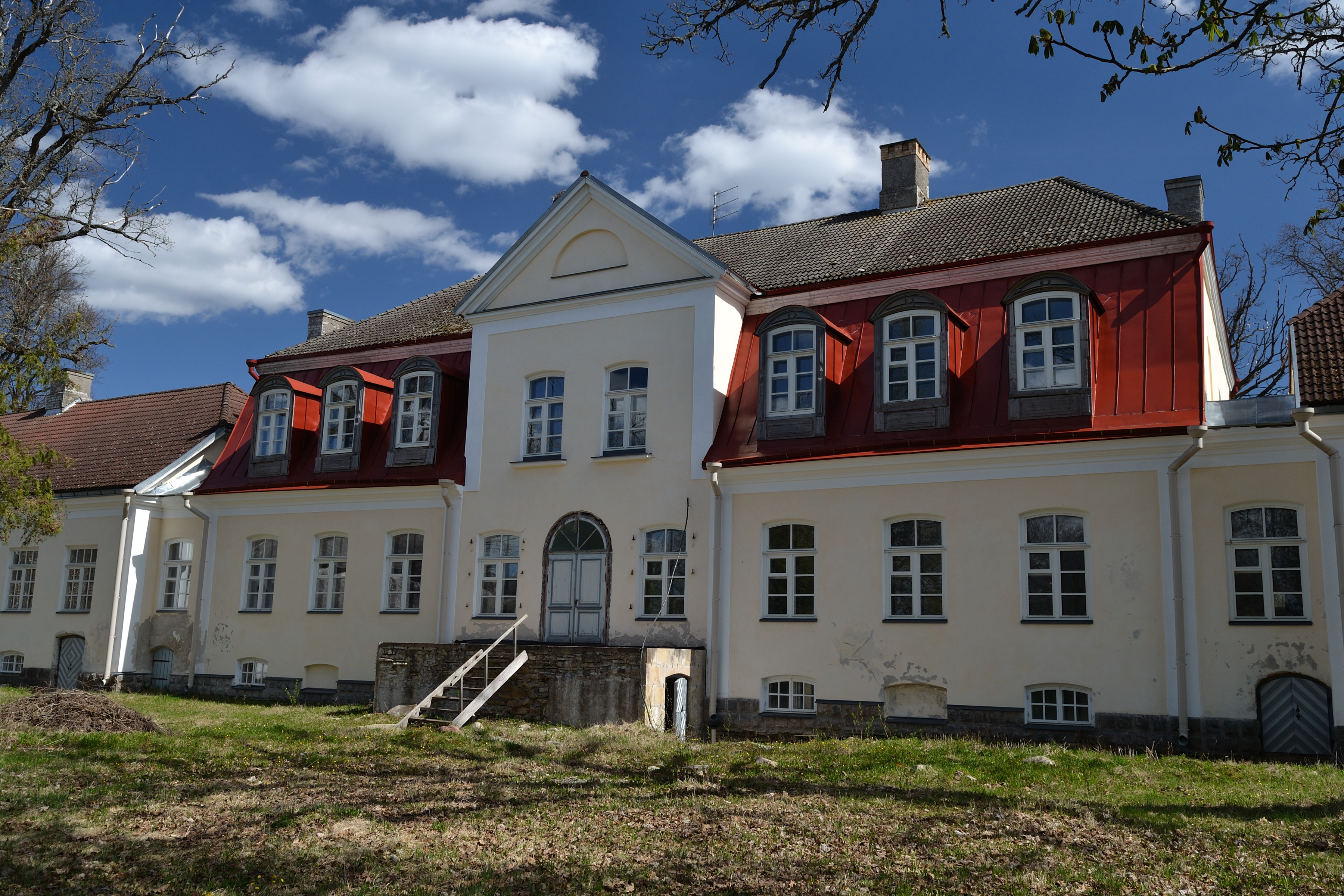
Het landhuis
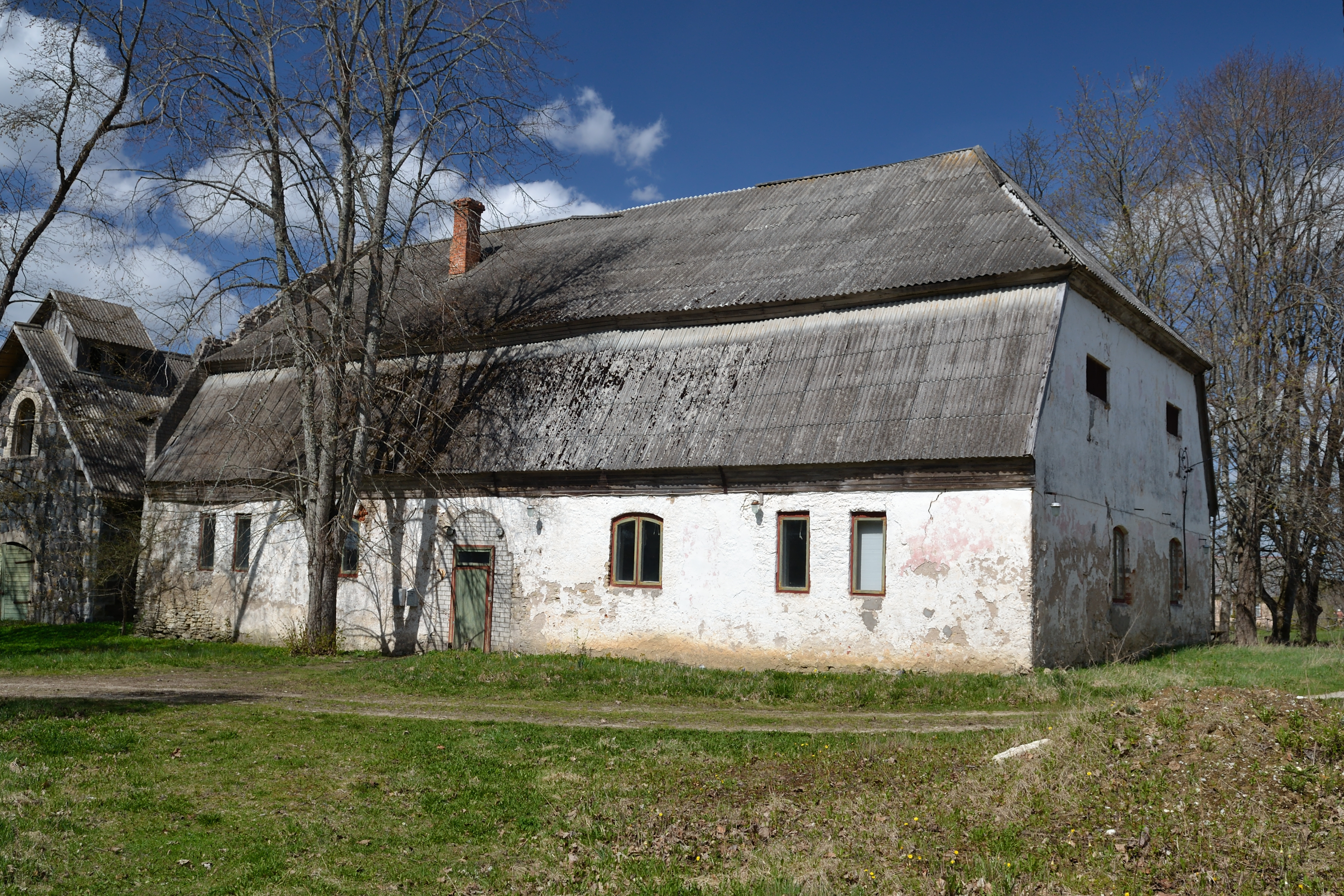
Graanschuur
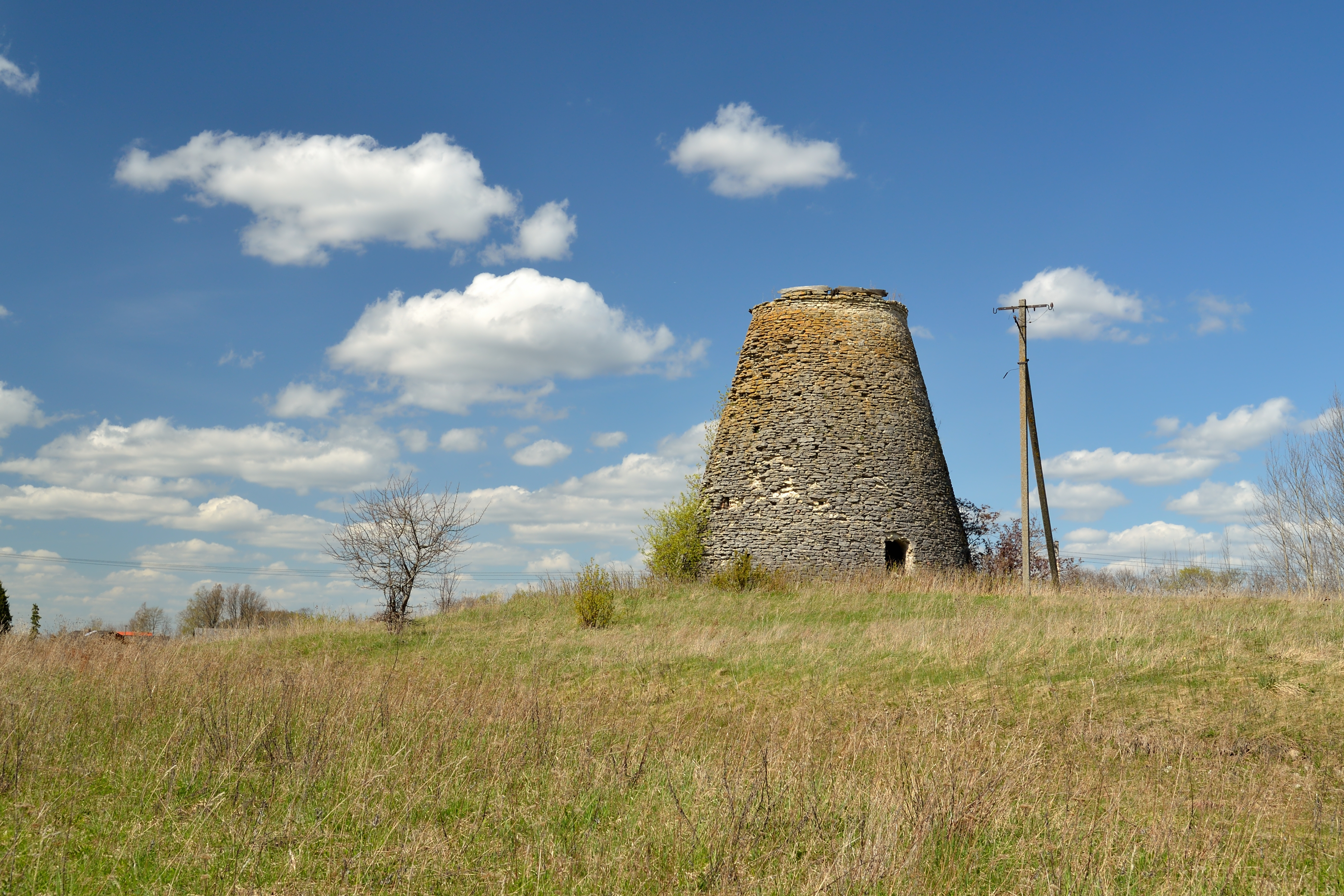
Restant van een windmolen
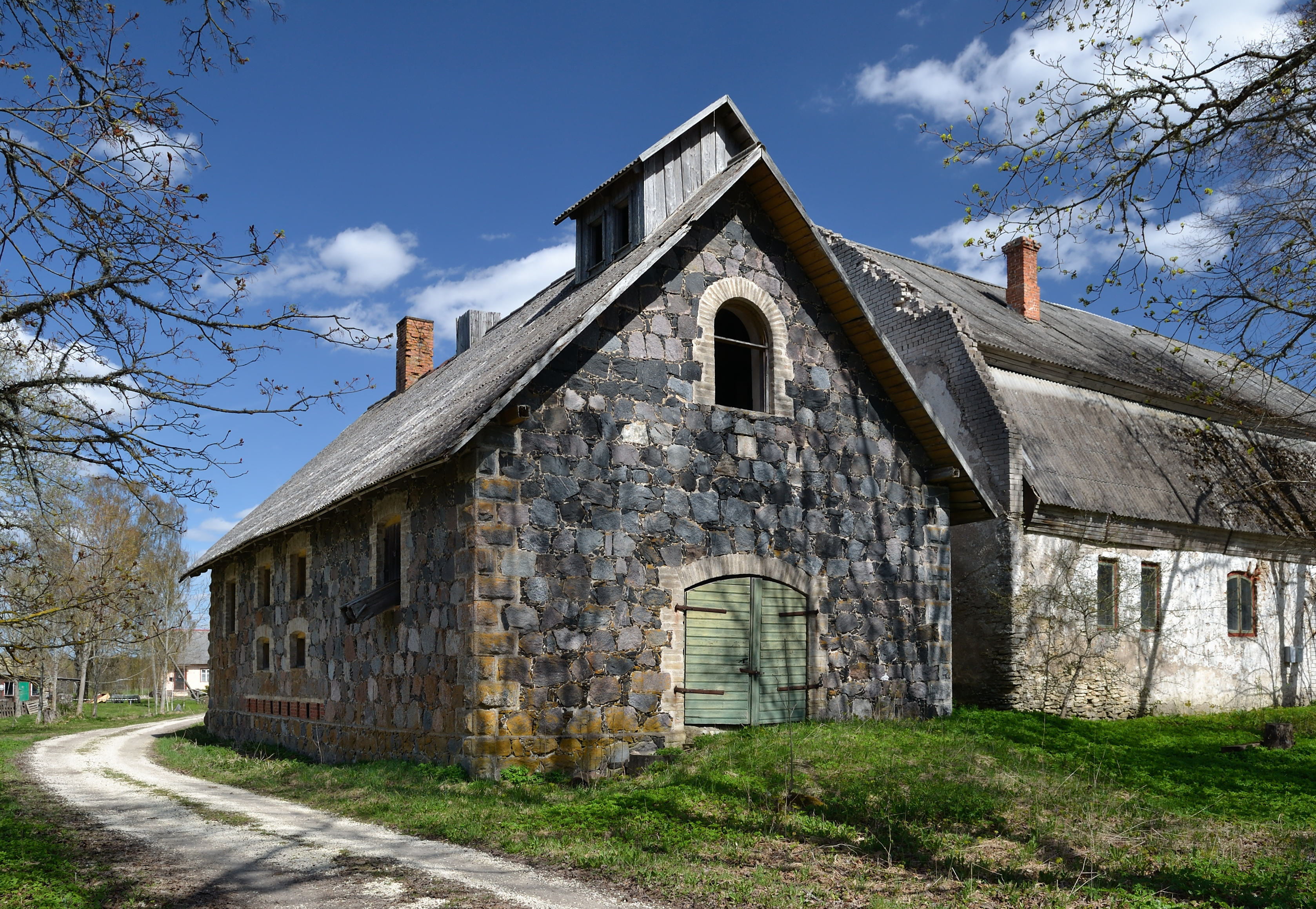
Droogschuur
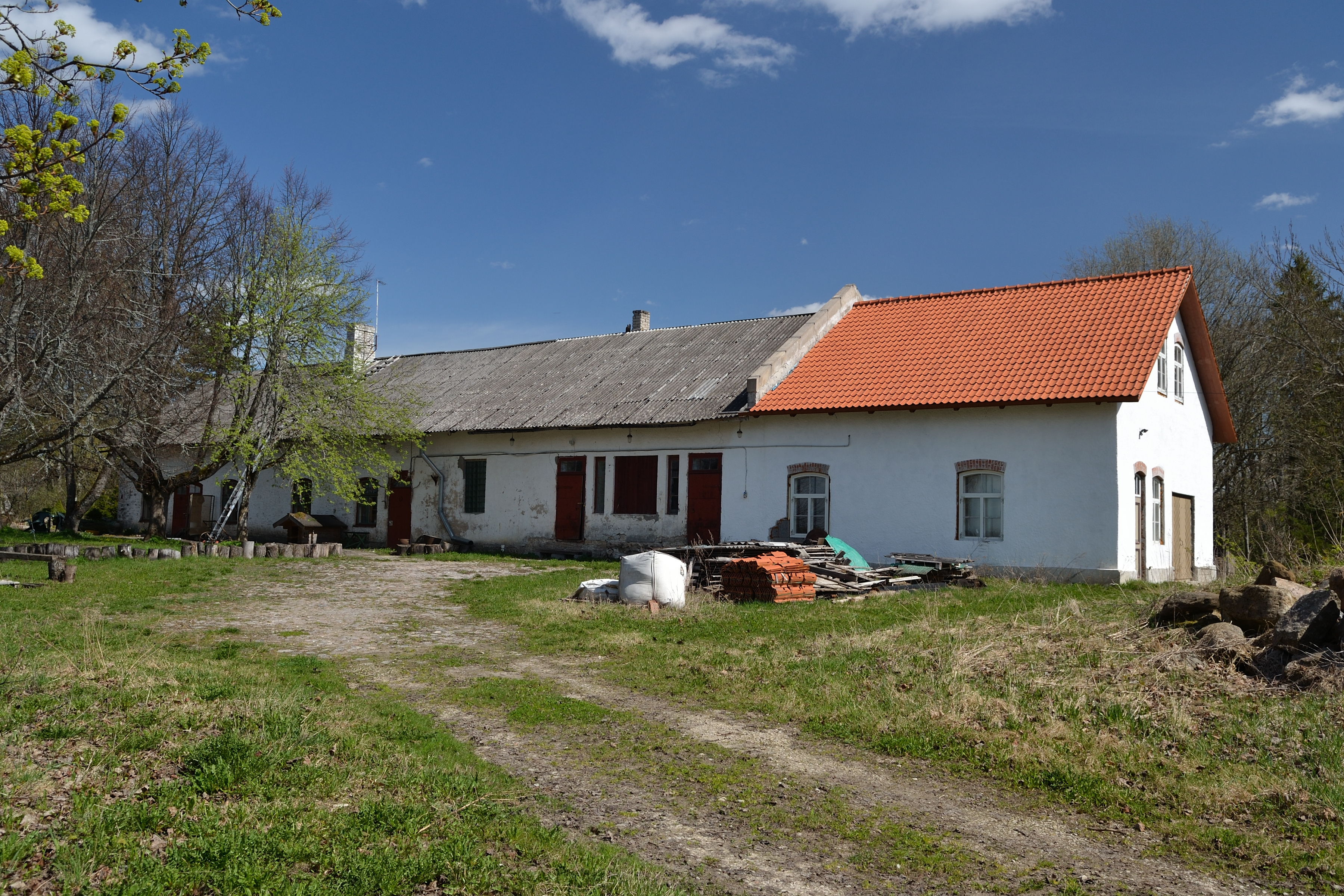
De woning van het huispersoneel
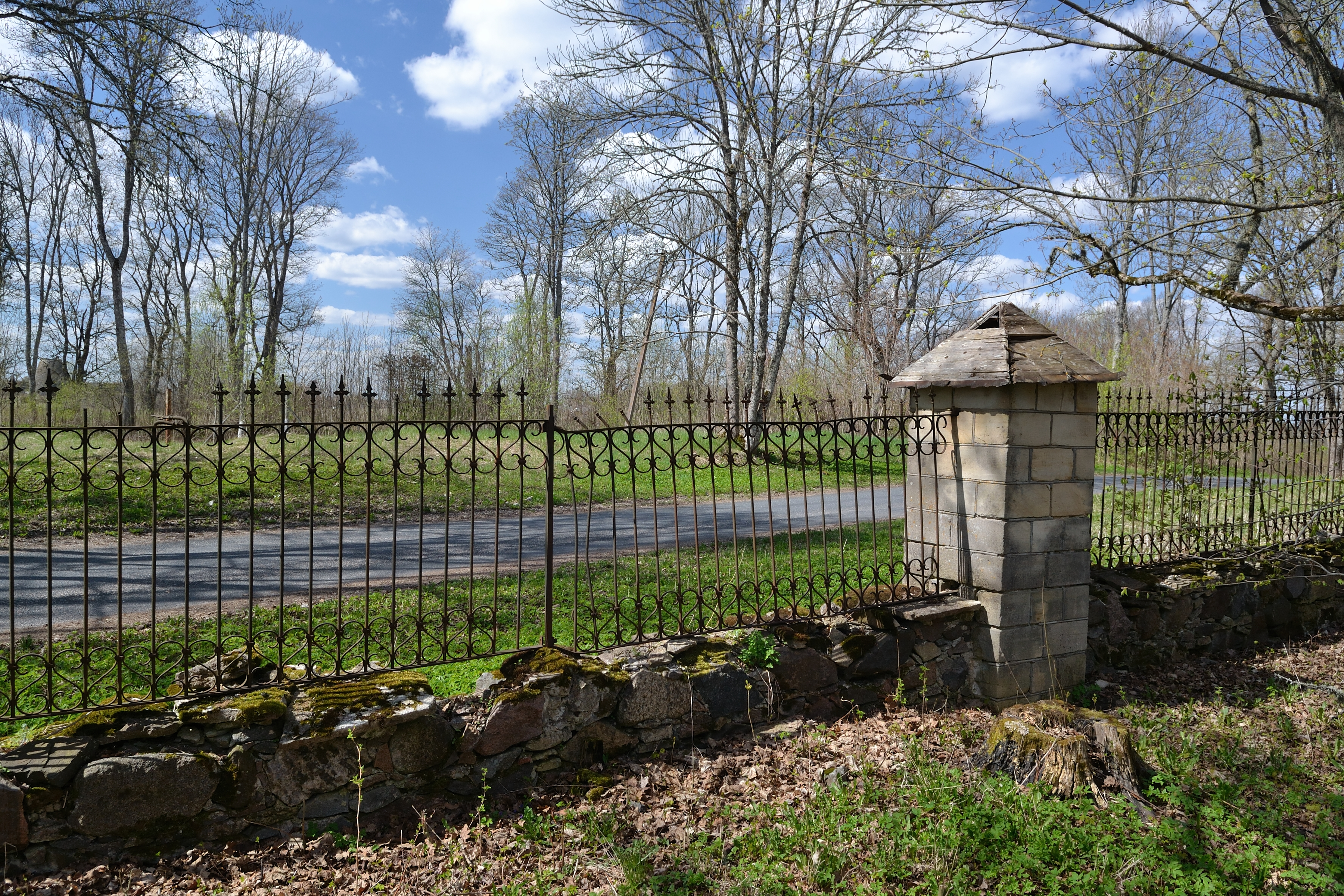
Hek rond het park
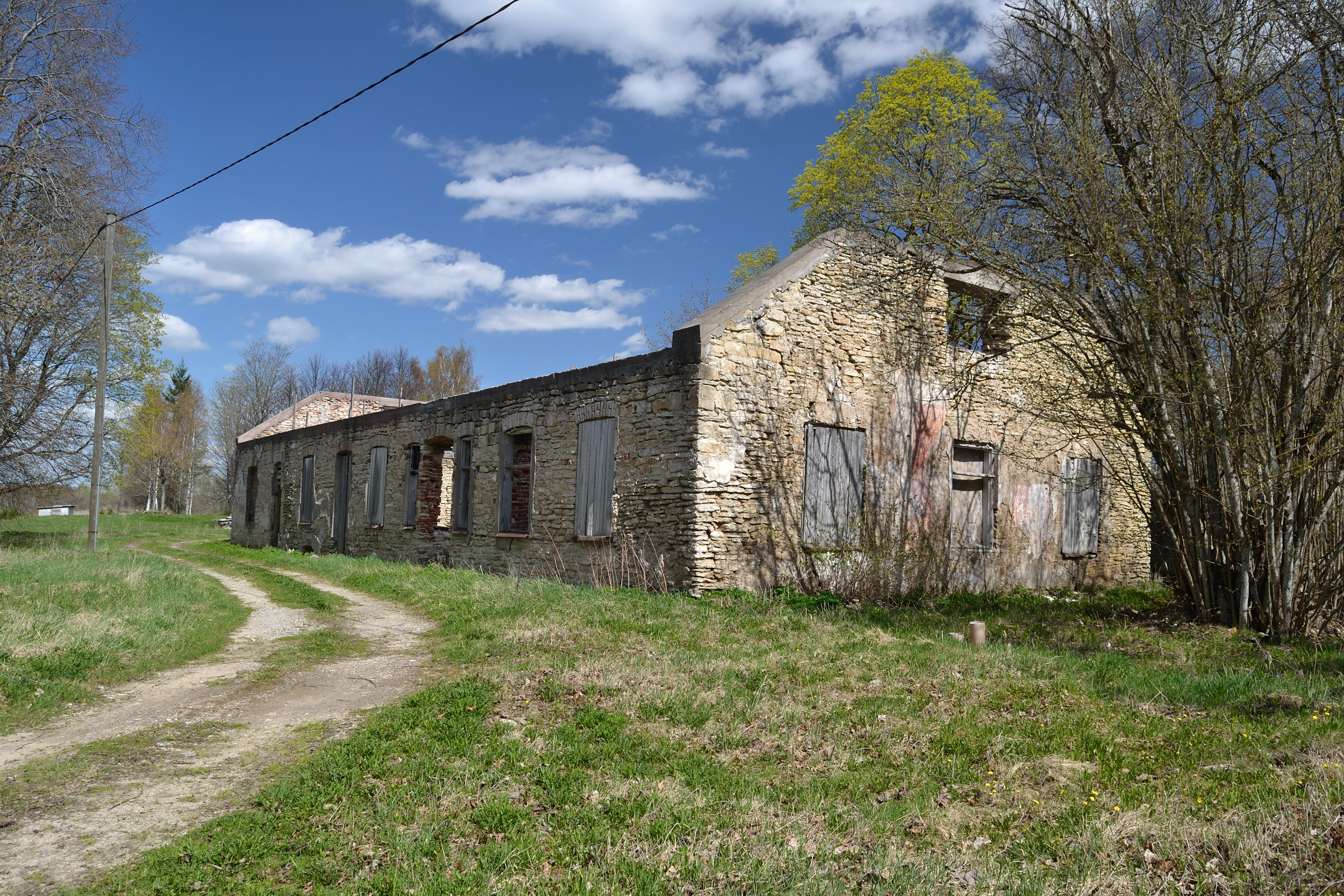
Restant van het huis van de opzichter
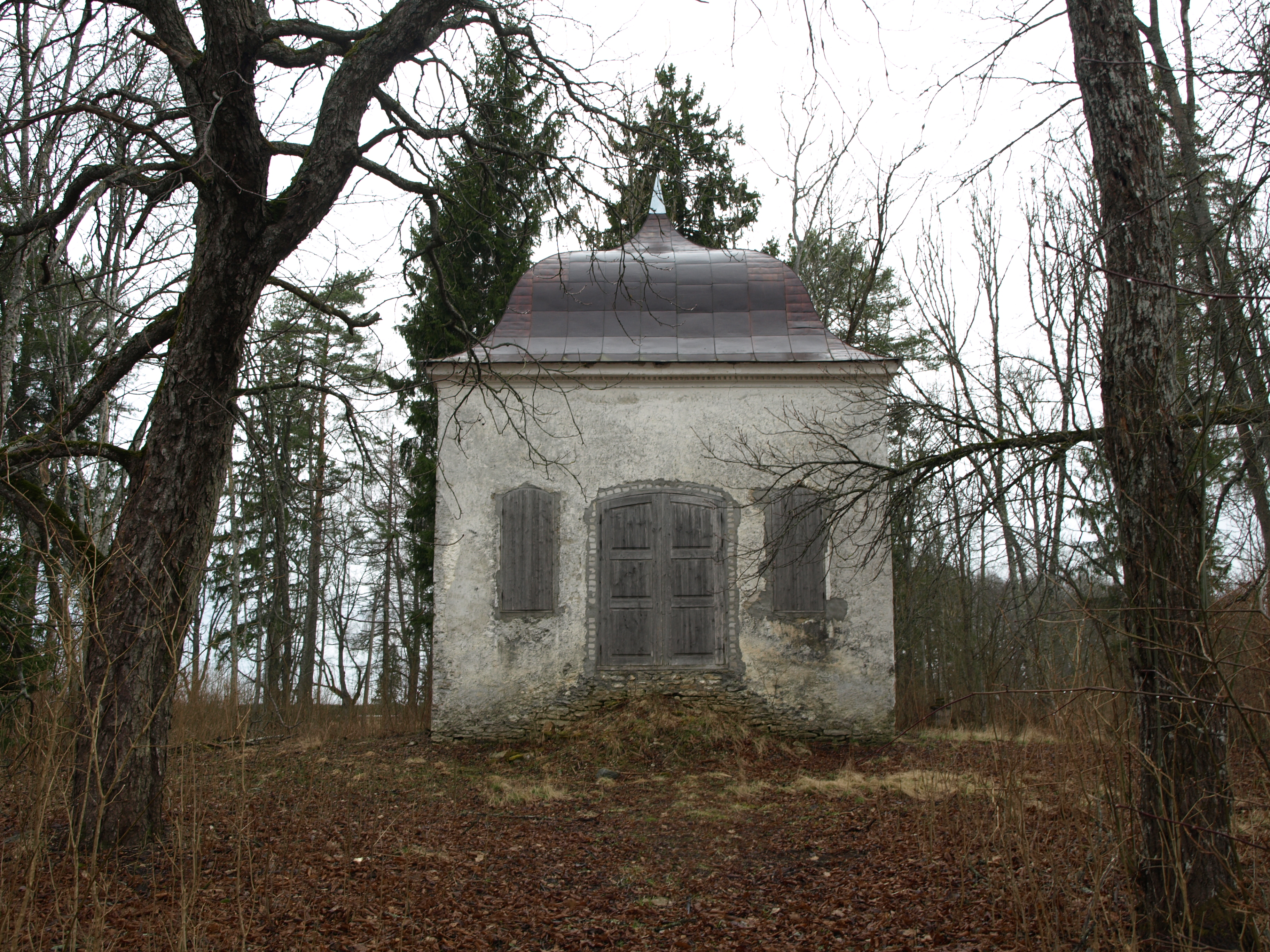
Grafkapel van de familie von Ungern-Sternberg